# Trochosa vulvella
Trochosa vulvella är en spindelart som först beskrevs av Embrik Strand 1907.  Trochosa vulvella ingår i släktet Trochosa och familjen vargspindlar. Inga underarter finns listade i Catalogue of Life.